# Strepera fuliginosa
Strepera fuliginosa là một loài chim trong họ Cracticidae. Nó đặc hữu Tasmania và các đảo gần đó thuộc eo biển Bass.
Loài chim này lớn giống như con quạ, trung bình dài khoảng 50 cm, với tròng vàng, mỏ nặng và bộ lông đen với những mảng cánh trắng. Chim trống và chim mái có ngoại hình giống nhau. Ba phân loài được công nhận, một trong số đó, Strepera Fuliginosa colei của đảo King, dễ bị tuyệt chủng.
Trong phạm vi phân bố, chúng là loài ít dịch chuyển, mặc dù dân số ở độ cao cao di chuyển đến các khu vực thấp hơn trong những tháng lạnh hơn. Môi trường sống bao gồm các khu vực rừng rậm cũng như vùng núi cao. Loài chim này hiếm khi ở dưới độ cao 200 m (660 ft). Chúng ăn tạp, chế độ ăn uống bao gồm nhiều loại quả mọng, động vật không xương sống và động vật có xương sống nhỏ. Chúng ít ở trên cây hơn hai loài trong chi, dành nhiều thời gian tìm kiếm thức ăn trên mặt đất. 